# Giuseppe Tassini
Giuseppe Tassini (Venezia, 12 novembre 1827 – Venezia, 22 dicembre 1899) è stato uno storico italiano, tra i più noti studiosi della toponomastica veneziana.

## Biografia
Nacque da una antica famiglia della borghesia veneziana, figlio di Carlo (1781-1848), ufficiale della Marina Austriaca, e della nobildonna Elisabetta de Wasserfall. Ebbe una gioventù piuttosto vivace: solo dopo la morte del padre si impegnò con più costanza, conseguendo la laurea in diritto nel 1860. In seguito si dedicò principalmente all'amministrazione dei beni di famiglia (possedeva diverse case a Venezia e terreni a Scorzè) e agli studi storici, che maggiormente gli interessavano.

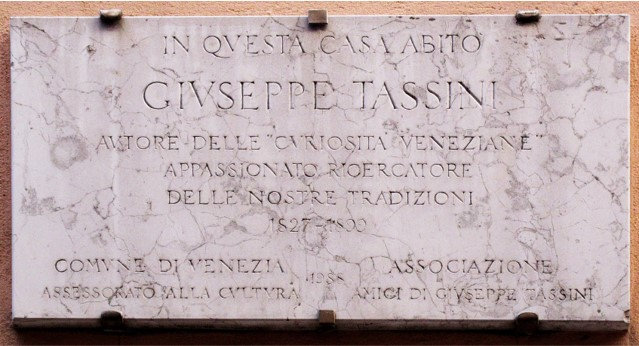
Lapide sulla casa abitata a Venezia, San Marco, Calle dei spechieri, 635

L'opera più rilevante del Tassini è Curiosità Veneziane ovvero Origini delle denominazioni stradali di Venezia, minuziosissimo studio sulla toponomastica edito per la prima volta nel 1863 e tuttora considerata la più importante fonte bibliografica del genere e ristampata numerose volte.
Morì, sembra, di un colpo apoplettico, nella sua casa presso il sotoportego delle Cariole, non lontano da San Zulian. Il corpo fu scoperto da un cameriere del Caffè dei Segretari, il quale era solito portare la colazione allo storico ogni mattina: il 22 dicembre 1899 non gli fu aperto e, intuendo una disgrazia, chiamò un fabbro per forzare la porta.
Fu tumulato in una fossa comune della quale si è scordata l'ubicazione. L'eredità (libri manoscritti, ma anche case e campi) passò a un cugino emigrato in America il quale provvide a rivenderla. Gli appunti furono in gran parte acquistati dal Museo Correr.

## Opere di Giuseppe Tassini
In ordine cronologico:
- La barba
- Gli occhiali

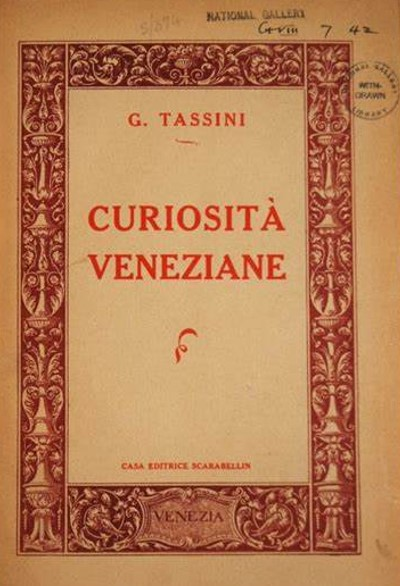
Tassini, Curiosità veneziane

- Curiosità Veneziane - Ovvero: Origini delle denominazioni stradali di Venezia, Venezia, Casa editrice Scarabellin, 1863.
- Il libertinaggio a Venezia
- Veronica Franco celebre letterata e cortigiana veneziana
- Feste, spettacoli, divertimenti e piaceri degli antichi veneziani
- Alcuni palazzi ed antichi edifizii di Venezia storicamente illustrati
- Edifici di Venezia distrutti o volti ad altro uso diverso da quello a cui furono in origine destinati
- Osservazioni critiche sopra le innovazioni praticate nella nomenclatura stradale di Venezia
- Alcune delle più clamorose condanne capitali eseguite in Venezia sotto la Repubblica
- Il veridico - Diario storico veneziano
- Le iscrizioni nella chiesa e convento di San Salvatore in Venezia
- Aneddoti storici veneziani
- Notizie storiche e genealogiche sui cittadini veneziani (incompiuto)

Con alcune opere è stata creata dall'Editrice Filippi una Miscellanea, che ne contiene alcune.